# Sharp Shooters
Sharp Shooters (br: Rumo ao Amor) é um filme norte-americano de 1928, do gênero ação, dirigido por John G. Blystone e estrelado por George O'Brien e Lois Moran.
Sharp Shooters marca a estreia de Randolph Scott no cinema. Ele não recebeu créditos pelo seu pequeno papel de combatente em um bar no Marrocos.

## Sinopse
George é um marinheiro metido a conquistador. De folga no Marrocos, ele atrai a dançarina Lorette, que fica louca por ele. Para George, ela não passa de mais um troféu para sua coleção, porém... não consegue livrar-se dela, que, inclusive, segue-o de volta aos Estados Unidos. Seus amigos Tom e Jerry darão um jeito de acertar as coisas para o previsível final feliz.

## Elenco
| Ator/Atriz       | Personagem      |
| ---------------- | --------------- |
| George O'Brien   | George          |
| Lois Moran       | Lorette         |
| Noah Young       | Tom             |
| Tom Dugan        | Jerry           |
| William Demarest | Hi Jack Murdock |
| Gwen Lee         | Flossy          |
| Josef Swickard   | Avô             |